# Š’-tchao

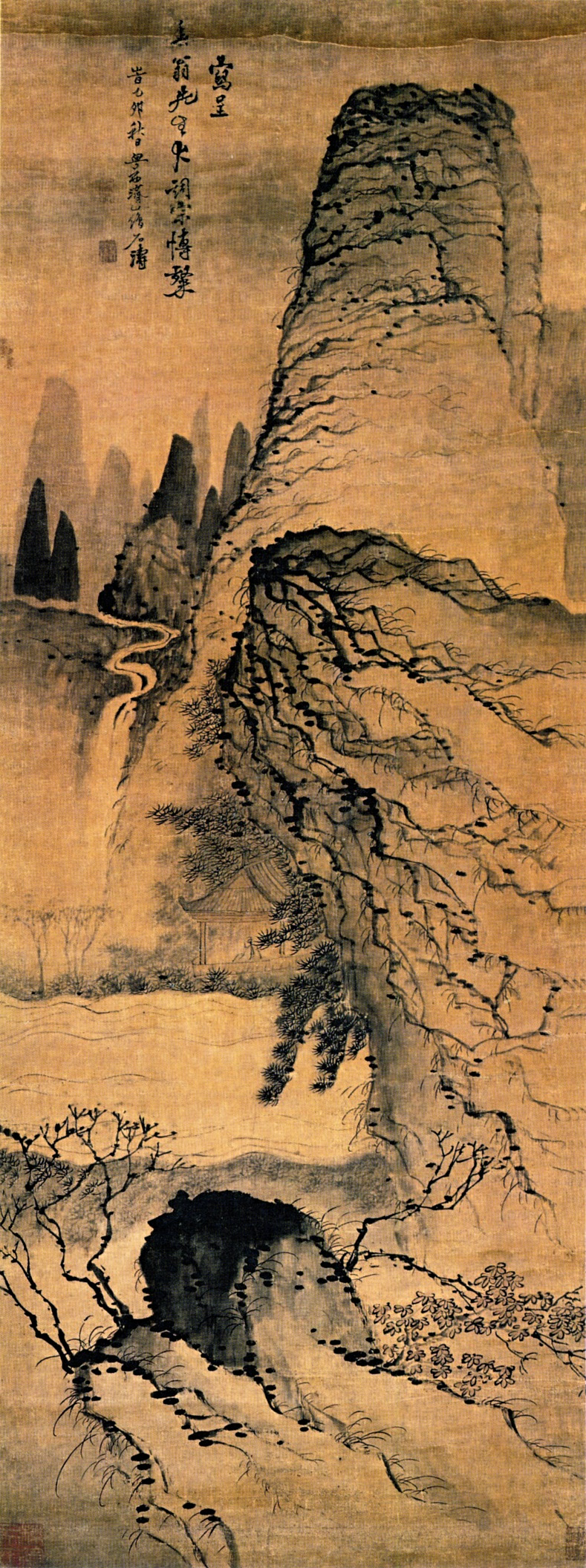
Brzké jaro a borovice (1675) - Šanghajské muzeum

Š’-tchao (čínsky pchin-jinem Shítāo, znaky zjednodušené 石涛, tradiční 石濤; 1642–1707) byl čínský malíř a teoretik umění. Maloval především krajiny a přírodní motivy, jeho formální inovace i teoretický spis Poznámky k malířství (画语录) ovlivnily další vývoj čínského umění.

## Jména
Š’-tchaovo vlastní jméno bylo Ču Žuo-ťi (čínsky pchin-jinem Zhū Ruòjí, znaky zjednodušené 朱若极, tradiční 朱若極), mnišské jméno Jüan-ťi (čínsky pchin-jinem Yuánjì, znaky zjednodušené 元济/原济, tradiční 元濟/原濟), zdvořilostních jmen v průběhu života používal na dva tucty.

## Život a dílo
Narodil se v císařské rodině, po pádu dynastie Ming roku 1644, kdy unikl jen náhodou smrti, však byl nucen změnit si jméno. Jako Kchu-kua che-šang (苦瓜和尚, mnich Okurka) se stal potulným buddhistickým mnichem, roku 1693 však konvertoval k taoismu.
Maloval především krajiny a přírodní motivy v žánru květin a ptáků, nezříkal se ani figurální malby. V kontrastu se soudobými ortodoxními malíři (např. čtyřmi Wangy) byla jeho díla nezávislejší na malířské tradici, jeho individualismus vyjádřený i v teoretickém spisu Poznámky k malířství (画语录) ovlivnil další vývoj čínského malířství.

## Česká vydání
- Malířské rozpravy mnicha Okurky, Votobia, Olomouc 1996, přeložil Oldřich Král, znovu Agite/Fra, Praha 2007.